# Гвардейская улица (Мелитополь)
Гвардейская улица (укр. Гвардійська вулиця) — улица в Мелитополе. Находится на северо-западной окраине города в районе Авиагородок, недалеко от военного аэродрома. Центральная проезжая часть начинается от Западно-Линейной улицы, где соединяется пешеходным мостом через железную дорогу с улицей Чкалова и конечной автобусной остановкой «Северный переезд», а заканчивается возле КПП аэродрома.
К улице относится весь жилмассив района. На севере к жилмассиву примыкает гаражный кооператив «Полёт».

## Название
«Гвардейская» — распространённое название среди улиц бывшего СССР, на которых расположены военные гарнизоны.
Несмотря на то, что в авиагородке постоянное население было ещё с конца 1950-х годов, улица получила своё название лишь в 2003 году. Во времена, когда улица была безымянной, для обозначения почтового адреса использовалось название «Мелитополь-7».

## История
Военные объекты на территории нынешнего авиагородка находились ещё до войны.
В 1958 году из Стрыя сюда был переведён Стрыйский авиационный полк.
К 1961 году в авиагородке уже были построены 10 двух-трёх-этажных домов и несколько одноэтажных «финских» домиков.
Долгое время в районе не было улицы с собственным названием, и лишь 15 апреля 2003 года было принято решение о присвоении ей наименования.

## Объекты
- 44-й гарнизонный дом офицеров;
- начальная школа № 2;
- детсад № 8 «Звёздочка»;
- почтовое отделение № 7;
- отделение «Укртелеком»;
- коммунальное предприятие «Житлосервис Авиа»;
- КПП аэродрома.[4]

## Галерея
|                                        |                              |                        |                     |
| дом офицеров                           | начальная школа № 2          | детсад № 8 «Звёздочка» | стенопись возле КПП |
|                                        |                              |                        |                     |
| мемориальная табличка на доме офицеров | здание КП «Житлосервис Авиа» | здание КП «Жилмассив»  | рынок               |